# PRIME STYLE
『PRIME STYLE』（プライム・スタイル）は、2018年4月6日から2025年3月28日までFM COCOLOで金曜に放送されていたラジオ番組。
金曜日は『PRIME STYLE FRIDAY』（プライム・スタイル・フライデー）、土曜日は『PRIME STYLE SATURDAY』（プライム・スタイル・サタデー）の番組名で放送。なお、土曜日は2023年3月25日をもって終了し、同年3月31日からは『PRIME STYLE FRIDAY』の番組名で継続していた。

## 概要
FM802にて開局から約29年間DJを務めてきた山添まりがFM802で放送されている『BRIGHT MORNING』を卒業し、新たに同局が運営しているFM COCOLOに異動して担当する番組。選曲は外国語放送であるため洋楽が中心であるが、最新の邦楽をかけたりすることもある。
2023年春から改編となったため2023年3月25日をもって土曜日の放送が終了し、同年3月31日からは金曜日のみの放送となった。
2025年3月28日をもって終了となった。

## 放送時間
- 金曜 10:00 - 14:00（2018年4月6日 - 2025年3月28日）

### 過去の放送時間
- 土曜 10:00 - 14:00（2018年4月7日 - 2023年3月25日）

## DJ
- 山添まり（2018年4月6日 - ）

## 主なコーナー

### FRIDAY
- 10:20 - 10:30 LeaLea hawaiian time
- 10:45 - 10:50 ワコーレ PREMIUM TIME
- 12:20 - 12:40 Joshin Joyful Feelin'
- 13:20 - 13:40 SUNSTAR PRIME STAGE

### SATURDAY
- 11:00 - 11:15 WEEKEND PASSPORT
- 12:20 - 12:30 Martin Times ～It's a Beautiful Day
- 13:00 - 13:15 NEXT LIFE STYLE ～北海道の新しい使い方～